# Dacrydium lycopodioides
Dacrydium lycopodioides là một loài thực vật hạt trần trong họ Thông tre. Loài này được Brongn. & Gris miêu tả khoa học đầu tiên năm 1869.